# Punta Solitta
Punta Solitta (o Solitha) è una delle vette del Supramonte di Orgosolo, nella Barbagia di Nuoro. Ha un'altezza di 1206 m e si erge solitaria - da cui il nome - a partire da una fitta foresta di lecci secolari. La sua posizione permettere di osservare a 360 gradi buona parte del restante Supramonte e le aree interne del nuorese. Ai suoi piedi, in direzione NW, si incontra uno degli accessi al complesso montuoso, noto come Iscala 'e s'Arenarju. 